# Велике Село (Молодечненський район)
Велике Село (біл. вёска Вялікае Сяло) — село в складі Молодечненського району Мінської області, Білорусь. Село підпорядковане Полочанській сільській раді, розташоване в західній частині області.